# نيل هوبكنز
نيل هوبكنز (بالإنجليزية: Neil Hopkins)‏ مواليد 13 مايو 1977 في ترنتون، الولايات المتحدة، هو ممثل أمريكي بدأ مسيرته الفنية سنة 2002.

## الأعمال
- طائر جارح
- عبر جوردان
- دراغنيت
- المسحورات
- إن سي آي إس
- الضياع
- سي اس آي: التحقيق في موقع الجريمة
- القرش
- ذا 4400
- شبح هامس
- سجلات ساره كونر
- عقول إجرامية
- نيب/تك
- اسمي إيرل
- دم حقيقي

## روابط خارجية
- نيل هوبكنز على موقع IMDb (الإنجليزية)
- نيل هوبكنز على موقع أول موفي (الإنجليزية)
- نيل هوبكنز على موقع قاعدة بيانات الفيلم (الإنجليزية)